# Zach Davies
Zachary Ryan Davies (ur. 7 lutego 1993) – amerykański baseballista, występujący na pozycji miotacza w Milwaukee Brewers.

## Przebieg kariery
Po ukończeniu szkoły średniej, otrzymał ofertę stypendium sportowego z Arizona State University, którą odrzucił i w czerwcu 2011 zdecydował się przystąpić do draftu MLB, gdzie został wybrany w 26. rundzie przez Baltimore Orioles. Po występach w klubach farmerskich tego zespołu, najwyżej na poziomie Triple-A w Norfolk Tides, 31 lipca 2015 przeszedł do Milwaukee Brewers za Gerardo Parrę.
W Major League Baseball zadebiutował 2 września 2015 w meczu przeciwko Pittsburgh Pirates. Pierwsze zwycięstwo zanotował pięć dni później w wyjazdowym spotkaniu z Miami Marlins.